# Millie Hughes-Fulford
Millie Elizabeth Hughes-Fulford (Mineral Wells, 21 dicembre 1945 – San Francisco, 2 febbraio 2021) è stata un'astronauta e chimica statunitense.
Ha partecipato alla missione STS-40 dello Space Shuttle.